# Мукузани (село)
Мукузани (груз. მუკუზანი) — село в Грузии. Находится в Гурджаанском муниципалитете края Кахетия. Высота над уровнем моря составляет 450 метров. Население — 919 человек (2014).

## История
Мукузанский виноградарский совхоз
В советское время в селе действовал Мукузанский виноградарский совхоз Министерства пищевой промышленности СССР. В этом совхозе трудились Герои Социалистического Труда звеньевые Василий Николаевич Гетиашвили и Давид Николаевич Миндорашвили. В Мукузани также родился Герой Социалистического Труда Ясон Александрович Хачишвили, который трудился в колхозе «Глехта гаертианеба» («Крестьянский союз») Гурджаанского района.

## Население
В 1893 году в селе жило 240 грузин и 175 армян.

## Виноделие
Село Мукузани входит в одноимённую микрозону региона Кахетия и является одним из признанных центров грузинского виноделия. Вина «Мукузани» контролируются по месту происхождения и представляют собой красные сухие моносортовые вина из винограда сорта Саперави.